# Kostel Saint-Denys-du-Saint-Sacrement
Kostel Saint-Denys-du-Saint-Sacrement je katolický farní kostel ve 3. obvodu v Paříži, v ulici Rue de Turenne. Zasvěcení kostela upomíná na prvního pařížského biskupa svatého Diviše (s původním pravopisem) a na benediktinský klášter Saint-Sacrement, který zde byl založen v době náboženské protireformace.

## Historie
V 18. století byl ve čtvrti Marais postaven na rohu ulic Rue Saint-Claude a Rue Neuve-Saint-Louis (dnešní Rue de Turenne) palác Turenne. V roce 1684 v něm zřídil svůj klášter řád benediktinek Saint-Sacrement. Klášter byl zrušen během Velké francouzské revoluce. V roce 1823 získalo pozemky město Paříž, které nechalo klášter strhnout. Na místě bývalé kaple nechalo postavit nový kostel. V roce 1826 byl stavbou pověřen architekt Étienne-Hippolyte Godde (1781–1869), který postavil též pařížské kostely Saint-Pierre-du-Gros-Caillou a Notre-Dame-de-Bonne-Nouvelle. Kostel byl dokončen a vysvěcen v roce 1835. Protože v Paříži nebyl doposud kostel zasvěcený prvnímu pařížskému biskupovi a patronu města sv. Divišovi, bylo určeno patrocinium Saint-Denys a eucharistii na paměť bývalého benediktinského kláštera.

## Architektura
Kostel postavil architekt Étienne-Hippolyte Godde v novoklasicistním stylu. Stavba je velmi podobná kostelu Saint-Pierre-du-Gros-Caillou. Průčelí kostela je jednoduché a tvoří ji portikus se čtyřmi iónskými sloupy v popředí a dvěma v pozadí, s architrávem, na kterém je umístěný trojúhelníkový fronton zdobený basreliéfem z roku 1845, jehož autorem je sochař Jean-Jacques Feuchère. Představuje alegorie tří teologických ctností: uprostřed Víra zdvihající kalich s hostií, vlevo Naděje opřená o kotvu u desek Šema Jisra'el a vpravo Láska chránící dítě a držící hořící srdce u knihy s částí hymnu na lásku svatého Pavla. Po stranách portálu jsou dvě niky se sochami sv. Pavla a sv. Petra sochaře Jean-François Legendre-Héral (1796–1851) z roku 1849. Reliéfy nad portálem vytvořil Noémie Constant (1832–1888) a představují kardinální ctnosti moudrost, spravedlnost, statečnost a mírnost.

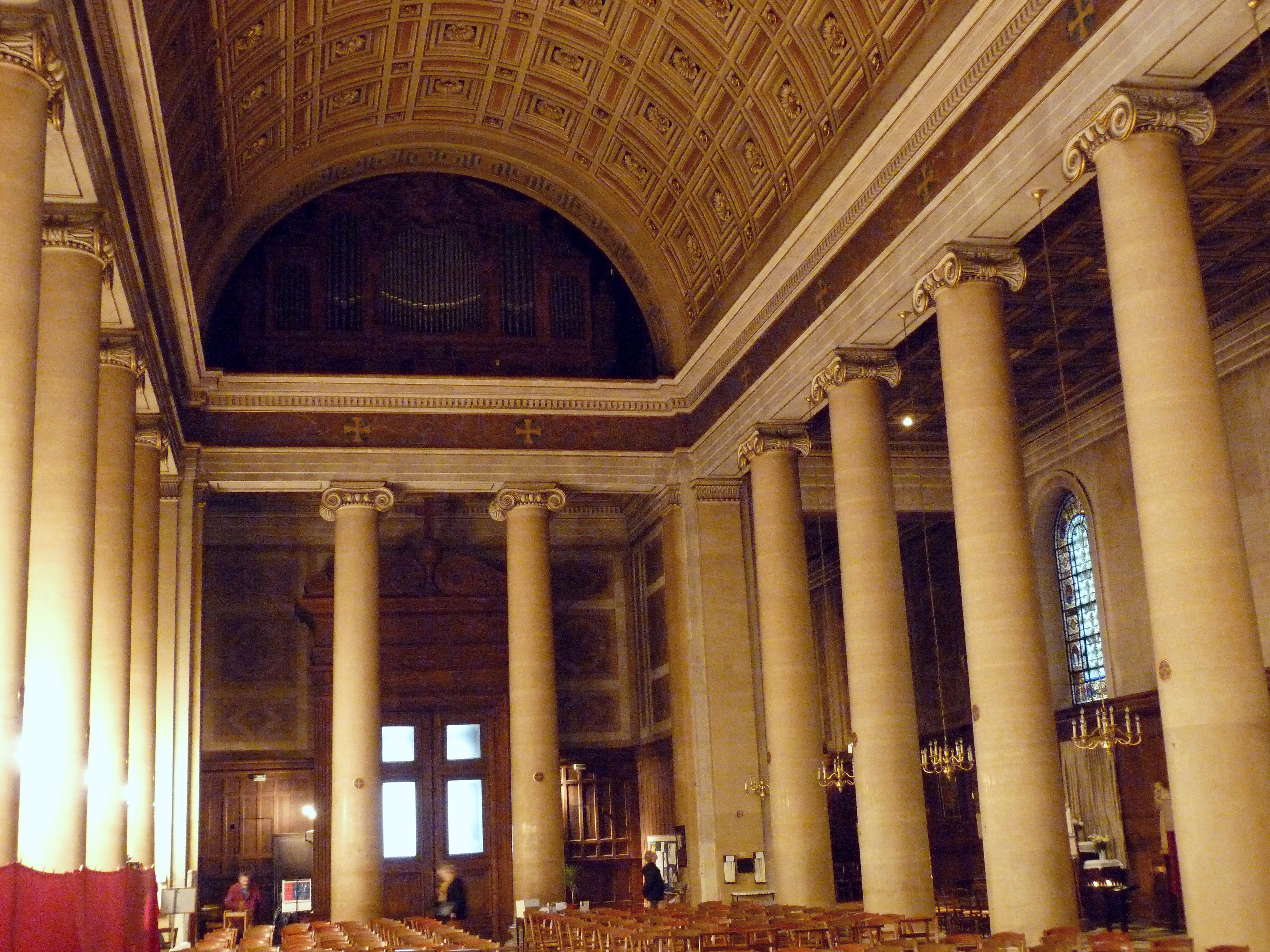
Pohled do hlavní lodi

Kostel odpovídá svým architektonickým pojetím raně křesťanské bazilice. Prostor je trojlodní. Dvě řady iónských sloupů nesou valenou klenbu zdobenou kazetami a střešními okny v hlavní lodi. Půlkruhový chór je zakončený polokupolí se střešním oknem.
Téměř celou stěnu apsidy pokrývá grisaillová malba Alexandra Denise Abela de Pujol (1787–1861) představující svatého Diviše kázajícího v Galii. Od téhož autora pocházejí také fresky s tématem Boha Otce, Ježíše a Panny Marie. V pravé postranní kapli sv. Jenovéfy se nachází Delacroixova freska Sejmutí z kříže z roku 1844.
Varhany vyrobil v roce 1839 varhanář Louis Callinet a v roce 1866 je rozšířil Aristide Cavaillé-Coll. V roce 1969 byly restaurovány.